# Бараона (провинция)
Бараона (исп. Barahona) — провинция в Доминиканской Республике. Административный центр её — город Санта-Крус-де-Бараона.

## География
Провинция Бараона находится на крайнем юго-западе Доминиканской Республики и с юга омывается водами Карибского моря.

## История
Территория доминиканской провинции Бараона является одним из первых мест в Америке, куда ступила нога европейцев (во время первой экспедиции Христофора Колумба в 1492 году).
До 1958 года в её состав входила также и нынешняя доминиканская провинция Педерналес.
В 1974 году в Бараоне было обнаружено месторождение ларимара, с 1980-х годов осуществляется промышленная добыча и обработка этого минерала.

## Административное деление
Провинция территориально подразделяется на 11 муниципий (municipios) и 11 муниципальных округов (distrito municipal — D.M.).
| №  | Муниципий                                      | Население, чел. (2012) |
| -- | ---------------------------------------------- | ---------------------- |
| 1  | Кабраль (Cabral)                               | 14 523                 |
| 2  | Эль-Пеньон (El Peñón)                          | 3589                   |
| 3  | Энрикильо (Enriquillo)                         | 10 254                 |
| 4  | Фундасион (Fundación)                          | 5895                   |
| 5  | Хакимейес (Jaquimeyes)                         | 4144                   |
| 6  | Ла-Киенага (La Ciénaga)                        | 8004                   |
| 7  | Лас-Салинас (Las Salinas)                      | 5956                   |
| 8  | Параисо (Paraiso)                              | 14 472                 |
| 9  | Поло (Polo)                                    | 7144                   |
| 10 | Санта-Круз-де-Бараона (Santa Cruz de Barahona) | 138 159                |
| 11 | Висенте Нобле (Vicente Noble)                  | 14 758                 |
|    | Всего                                          | 226 898                |
| 12 | Grupo Intur (Grupo Intur)                      | 37 917                 |